# Herman Weidelener
Herman Weidelener (* 21. April 1903 in Bartholomä, Schwäbische Alb; † 17. November 1972 in München) war ein deutscher Religionsphilosoph, Priester der Christengemeinschaft und Schriftsteller.

## Leben
Herman Weidelener wurde als dritter Sohn des evangelischen Pfarrers Ernst Max Weidelener geboren. Er studierte nach Besuch des humanistischen Gymnasiums Philosophie, Theologie und Musikwissenschaften in Tübingen, Berlin und Rostock. Bereits als junger Student lernte er Rudolf Steiner persönlich kennen und wurde 1924 Mitglied der Anthroposophischen Gesellschaft, was er bis zu seinem Tode blieb.
Er wurde am 7. November 1926 in Nürnberg zum Priester der Christengemeinschaft geweiht. Dann war er in Augsburg als Pfarrer tätig.
Er kam zu der Ansicht, Einzelheiten in der Durchführung und Handhabung der von Rudolf Steiner gegebenen Kultushandlungen und -texte ändern zu sollen, war skeptisch gegenüber einem Priesterstand und vertrat ein freies Priestertum jedes einzelnen; er führte sogar eigene Priesterweihen durch. Darüber kam es zu Auseinandersetzungen mit der Leitung der Christengemeinschaft, die 1933 mit der Amtsenthebung Weideleners endeten. Einzelne Pfarrer (sein Bruder Helmut, Jutta Frentzel sowie die „Oberlenkerin“ Gertrud Spörri), die in ihm einen vergleichbar bedeutenden geistigen Lehrer wie Rudolf Steiner sahen, folgten Weidelener, wie auch die meisten Mitglieder seiner Gemeinde, und verließen die Christengemeinschaft.
1933 gründete er dann seine Religionsphilosophische Arbeitsgemeinschaft, die er bis zu seinem Tode leitete. Das nationalsozialistische Regime verfolgte ihn mit Arbeitsverbot und Haft; gegen Kriegsende wurde er zum Krieg gegen die Sowjetunion eingezogen und geriet in amerikanische Gefangenschaft.
Herman Weidelener entfaltete eine reiche Lehr- und Vortragstätigkeit (über 10.000 Vorträge) zu philosophischen, religiösen und mythologischen Themen, wobei die Frage nach einer abendländischen Meditation im Zentrum seiner Bemühungen stand.

## Werke (Auswahl)
Das aktuelle Verzeichnis der von der Religionsphilosophischen Arbeitsgemeinschaft herausgegebenen Nachschriften von Vorträgen Herman Weideleners umfasst über 500 Titel.
- Der Auftrag an die Jünger. 6 Vorträge, Manu, Augsburg 1954
- Aufgaben auf dem Wege der inneren Schulung, Augsburg 1957
  - neu aufgelegt als: Wege zum Dasein. Aufgaben auf dem Weg einer inneren Schulung, Goldmann, München 1988
- Einführung in die Meditation, Augsburg 1958
  - neu aufgelegt als: Abendländische Meditationen. Einführung in die Meditation, Goldmann, München 1986
- Ergebnisse meditativer Arbeit, Augsburg 1959
- Das Licht des Gebetes, Augsburg 1963
- Die Götter in uns. Lebenserkenntnis durch die Bilder der Mythen, Goldmann, München 1987
- Innere Weisheit. Abendländische Meditationen, Goldmann, München 1989
- Der Mythos von Parzival und dem Gral, 6 Bände, Augsburg 1997ff
- Was ist Geist?, Augsburg 1998
- Lebensdeutungen aus der Weisheit der Sprache, Augsburg 1999
- Einheit als Lebenskunst, Augsburg 2003
- Das Spannungsfeld der Seele, Augsburg 2004
- Der Mythos von der Entstehung des abendländischen Wesens. Homers Odyssee / Homers Ilias, 4 Bände, Augsburg 2004ff
- Schöpferische Kräfte zur Bewältigung des Lebens, Augsburg 2005
- Mythologische Tragik, Augsburg 2006